# سك (جنس)
السُّكّ (الاسم العلمي Araneus)، جنس عناكب كبيرة القد من فصيلة العنكبوت الغازل المداري، أنواعه 650. منها عنكبوت الحديقة الأوروبي وعنكبوت الحظيرة.